# آنوسوفسکی
آنوسوفسکی (به لاتین: Anosovsky) یک منطقهٔ مسکونی در روسیه است که در استان آمور واقع شده‌است.